# Ron Donachie

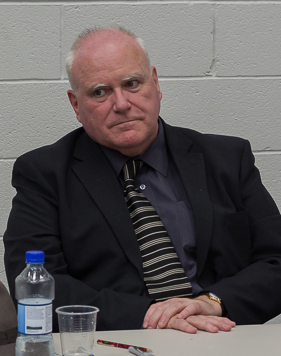
Ron Donachie (2013)

Ron Donachie (* 26. April 1956 in Dundee, Schottland als Ronald Eaglesham Porter) ist ein schottischer Schauspieler.

## Biografie
Ron Donachie wurde in Dundee geboren und studierte in Glasgow am Madras College, an der St. Andrews und an der University of Glasgow Drama und Englische Literatur. 1979 schloss er das Studium mit einem Master of Arts-Grad ab.
Donachie machte sich vor allem als langjähriger Theaterdarsteller einen Namen und trat auf zahlreichen Theaterbühnen in klassischen Stücken auf. Er hat bisher in mehr als 80 Fernsehserien und Filmproduktionen mitgewirkt.
Seit 1989 ist Donachie mit Fiona Biggar verheiratet und Vater von zwei Kindern. Sein Sohn Daniel Portman ist ebenfalls als Schauspieler aktiv.

## Filmografie (Auswahl)
- 1984: Comfort and Joy
- 1984: Coronation Street (Fernsehserie, 1 Episode)
- 1988: Gesprengte Ketten – Die Rache der Gefangenen (Great Escape II: The Untold Story)
- 1992–2015: Casualty (Fernsehserie, 3 Episoden)
- 1994: Das Dschungelbuch (Rudyard Kipling’s The Jungle Book)
- 1995: Für alle Fälle Fitz (Cracker, Fernsehserie, 1 Episode)
- 1997: Wilde Kreaturen (Fierce Creatures)
- 1997: Titanic
- 2000: Beautiful Creatures
- 2002: Inspector Lynley (The Inspector Lynley Mysteries, Fernsehserie, 1 Episode)
- 2002: Auf Wiedersehen, Pet (Fernsehserie)
- 2002: Gerichtsmediziner Dr. Leo Dalton (Silent Witness, Fernsehserie, 2 Episoden)
- 2005: Rosamunde Pilcher – Zauber der Liebe (Fernsehfilm)
- 2005, 2007: Heartbeat (Fernsehserie, 2 Episoden)
- 2006: Doctor Who (Fernsehserie, 1 Episode)
- 2006: Flying Scotsman – Allein zum Ziel
- 2008: Verliebt in die Braut (Made of Honor)
- 2008: Die Jagd nach dem Stein des Schicksals (Stone of Destiny)
- 2008: Blick des Bösen – Sie will nur spielen (The Daisy Chain)
- 2008: Max Manus
- 2010: Lewis – Der Oxford Krimi (Lewis, Fernsehserie, 1 Episode)
- 2011–2016: Doctors (Fernsehserie, 2 Episoden)
- 2011–2012: Game of Thrones (Fernsehserie, 13 Episoden)
- 2012: Downton Abbey  (Fernsehserie,  1 Folge, Himmel und Hölle)
- 2013: Atlantis (Fernsehserie, 1 Folge)
- 2013: Drecksau (Filth)
- 2013–2014: Blandings (Fernsehserie, 4 Episoden)
- 2014: Ein Schotte macht noch keinen Sommer (What We did on our Holiday)
- 2015: Sunset Song
- 2015: Father Brown (Fernsehserie, Episode 3x15)
- 2017: Steel Rain
- 2018: Vera – Ein ganz spezieller Fall (Vera, Fernsehserie, Episode 8x01)
- 2018: Outlaw King